# Honda VF 400 F
La Honda VF 400 F è un motociclo prodotto dalla casa motociclistica giapponese Honda tra il 1982 e il 1984.

## Descrizione
Presentata nel dicembre 1982 insieme alla Honda VF 750 F, la moto è una sportiva della famiglia VF, dotata di un propulsore dalla cilindrata di 399 cm³ a quattro cilindri a quattro tempi con raffreddamento a liquido.
La VF400 prende il nome dal suo motore V4 avente angolo tra le bancate di 90° con distribuzione a doppio albero a camme in testa con 16 valvole. Il quattro cilindri ha un alesaggio di 55 mm e una corsa di 42 mm, con un rapporto di compressione di 11:1. 
Nel gennaio 1984 è stata introdotta una versione completamente carenata chiamata Integra.